# Любжа (гмина, Прудницкий повет)
Любжа (пол. Lubrza) — сельская гмина (волость) в Польше, входит как административная единица в Прудницкий повет, Опольское воеводство. Население — 4392 человека (на 2011 год).

## Демография
Данные по переписи 2011 года:
| Перепись            | Всего | Мужчины | Женщины |
| ------------------- | ----- | ------- | ------- |
| Всего               | 4392  | 2144    | 2248    |
| Городское население | 0     | 0       | 0       |
| Сельское население  | 4392  | 2144    | 2248    |

## Соседние гмины
1. Гмина Бяла
2. Гмина Глогувек
3. Гмина Прудник
4. Чехы